# Ініціатор (хімія)
Ініціа́тор (рос. инициатор, англ. initiator) — речовина, розкладання якої чи взаємодія з субстратом започатковує ланцюг реакції (пероксиди, діазосполуки та ін.).
Наприклад, при хлоруванні толуолів у бічний ланцюг ініціатором служить азодіізобутиронітрил, який при термічному розкладанні дає радикальні частинки, що ініціюють радикальну реакцію хлорування:
CN(CH3)2C-N=N-C(CH3)2CN →2CN(CH3)2C•
Ініціатор, на відміну від каталізатора, витрачається в ході реакції.